# Bandafruktduva
Bandafruktduva (Ptilinopus wallacii) är en fågel i familjen duvor inom ordningen duvfåglar. Den förekommer i skogsområden i östra Indonesien. Beståndet anses vara livskraftigt.

## Utseende och läte
Bandafruktduvan är en stor duva med grått på hals och bröst, mörkröd hjässa och orangefärgad buk med vitt bröstband. Den liknar rosenkronad fruktduva, men den underart som förekommer i bandafruktduvans utbredningsområde saknar rött på hjässan. Vidare utmärker sig bandafruktduvan med det vita bröstbandet. Lätet är ett fallande "wooo".

## Utbredning och systematik
Fågeln förekommer i låglandet på sydvästra Nya Guinea samt i södra Moluckerna, Kaiöarna och Aruöarna. Den behandlas som monotypisk, det vill säga att den inte delas in i några underarter.

## Levnadssätt
Bandafruktduvan hittas i skogsområden. Där rör den sig i småflockar på jakt efter fruktbärande träd. Liksom andra fruktduvor lutar den sig framåt och puffar upp bröstet när den framför sitt läte.

## Status och hot
Arten har ett stort utbredningsområde, men tros minska i antal, dock inte tillräckligt kraftigt för att den ska betraktas som hotad. Internationella naturvårdsunionen IUCN listar arten som livskraftig (LC).

## Namn
Fågelns vetenskapliga artnamn hedrar zoologen och zoogeografins fader Alfred Russel Wallace (1823-1913). Fram tills nyligen kallades den taczanowskitinamo även på svenska, men justerades 2022 till ett enklare och mer informativt namn av BirdLife Sveriges taxonomikommitté.